# Черний Врих (Монтанська область)
Че́рний Врих (болг. Черни връх) — село в Монтанській області Болгарії. Входить до складу общини Вилчедрим.

## Населення
За даними перепису населення 2011 року у селі проживали 507 осіб.
Національний склад населення села:
| Національність   | Кількість осіб | Відсоток |
| ---------------- | -------------- | -------- |
| болгари          | 416            | 82,5%    |
| цигани           | 85             | 16,9%    |
| турки            | 0              | 0%       |
| інша             | 3              | 0,6%     |
| не визначились   | 0              | 0%       |
| Всього відповіли | 504            |          |

Розподіл населення за віком у 2011 році:
Динаміка населення: